# Aurélie Salavert
 (octobre 2021).
La mise en forme du texte ne suit pas les recommandations de Wikipédia : il faut le « wikifier ».
Les points d'amélioration suivants sont les cas les plus fréquents. Le détail des points à revoir est peut-être précisé sur la page de discussion.
- Les titres sont pré-formatés par le logiciel. Ils ne sont ni en capitales, ni en gras.
- Le texte ne doit pas être écrit en capitales (les noms de famille non plus), ni en gras, ni en italique, ni en « petit »…
- Le gras n'est utilisé que pour surligner le titre de l'article dans l'introduction, une seule fois.
- L'italique est rarement utilisé : mots en langue étrangère, titres d'œuvres, noms de bateaux, etc.
- Les citations ne sont pas en italique mais en corps de texte normal. Elles sont entourées par des guillemets français : « et ».
- Les listes à puces sont à éviter, des paragraphes rédigés étant largement préférés. Les tableaux sont à réserver à la présentation de données structurées (résultats, etc.).
- Les appels de note de bas de page (petits chiffres en exposant, introduits par l'outil «  Source ») sont à placer entre la fin de phrase et le point final[comme ça].
- Les liens internes (vers d'autres articles de Wikipédia) sont à choisir avec parcimonie. Créez des liens vers des articles approfondissant le sujet. Les termes génériques sans rapport avec le sujet sont à éviter, ainsi que les répétitions de liens vers un même terme.
- Les liens externes sont à placer uniquement dans une section « Liens externes », à la fin de l'article. Ces liens sont à choisir avec parcimonie suivant les règles définies. Si un lien sert de source à l'article, son insertion dans le texte est à faire par les notes de bas de page.
- La présentation des références doit suivre les conventions bibliographiques. Il est recommandé d'utiliser les modèles {{Ouvrage}}, {{Chapitre}}, {{Article}}, {{Lien web}} et/ou {{Bibliographie}}. Le mode d'édition visuel peut mettre en forme automatiquement les références.
- Insérer une infobox (cadre d'informations à droite) n'est pas obligatoire pour parachever la mise en page.

Pour une aide détaillée, merci de consulter Aide:Wikification.
Si vous pensez que ces points ont été résolus, vous pouvez retirer ce bandeau et améliorer la mise en forme d'un autre article.
 (mai 2022).
 (septembre 2021).
Si vous disposez d'ouvrages ou d'articles de référence ou si vous connaissez des sites web de qualité traitant du thème abordé ici, merci de compléter l'article en donnant les références utiles à sa vérifiabilité et en les liant à la section « Notes et références ».
Aurélie Salavert, née à Avignon le 25 décembre 1966, est une artiste dessinatrice, peintre et sculptrice, qui vit et travaille à Bruxelles (Belgique).

## Biographie
Elle passe son enfance en Provence. Elle est immergée dans cette culture provençale. 
Elle fait ses études à l’Ecole supérieure d’art et de design Marseille-Méditerranée. Elle y est diplômée en 1990.

### Quête spirituelle et œuvre
Parallèlement à ses études en Art elle découvre et pratique la méditation Zazen, Zen Soto.
Le livre Esprit Zen, esprit neuf l’amènera à suivre de nombreuses sesshin d’abord au Temple de la Gendronniere, puis en Europe et au Canada suivant l’enseignement de Roland Yuno Rech dont elle recevra l’ordination de nonne le 3 mars 1991 à Dworp, Belgique.
Ses œuvres sans titre ni date expriment le rejet de l’idée de la chronologie dans le temps et préfèrent la continuité du renouvellement cyclique.

## Œuvre
Elle a réalisé diverses œuvres,.

### Collections publiques
- Douze œuvres d'Aurélie Salavert ont été acquises en 2018 par le Centre national des arts plastiques (CNAP) France.
- Fonds régional d'art contemporain (FRAC) d'Île-de-France, Paris. 
- Artothèque d’Angers.

### Expositions personnelles
1995 - Galerie Athanor, Marseille, Jean-Pierre Alis, France
1996 – «Ce que j’ ai fait pour la tour de Purgnon durant l’été 96», FRAC Rhône-Alpes, galerie M’Ediathic, Die, France 
2002 – «Chambre d’hôtel», Hôtel Burrhus, Vaison la Romaine, France
2002 – «Un Jour», Musée Calvet, commissaire d'exposition Pierre Provoyeur, Avignon, France
2008 - «Double Salto», Galerie Aliceday, Bruxelles.
2009 – «Solo show», Drawing Now Art Fair, Carreau du Temple. Galerie Aliceday, Paris
2011 - «Rendez (-) vous un Voyage», Galerie Aliceday, Bruxelles
2013 – «Une partie de campagne», Galerie Aliceday, Saint Emilion, France 
2014 – «Life and what else ?» Sonicville, Bruxelles
2016 – «Partir Revenir», Idem Arts, Maubeuge, France 
2017 – «ICI» , 494-espace de production et d'exposition, Bruxelles
2019 – «What ?» Galerie Alice Mogabgab,, Bruxelles
2020 – «France America», Médiathèque communautaire Gustave Ansart, Trith-Saint-Léger, Commissaire Gauthier Leroy, France

### Expositions collectives
1992 - Germination 7, biennale Européenne des jeunes artistes, Le Magasin des Horizons, Centre National d’art contemporain, Grenoble
1993 - Galerie de Copenhague Kunstforeningen, Copenhague, Danemark
1993 - Slovak architects Society, Bratislava, Slovaquie
1993 - Budapest Galeria, Budapest, Hongrie 
1995 – «Voisins et amis», une proposition de Carlos Kusnir, Montreuil, France
1997 – «L’art à la cour», Chez Aubin Chevallay, Bidon, France
1998 – «Suitcases», Kotka, Finlande 
1998 – «De Casimir à Jean de Dieu», Atelier de Gérard Traquandi, Marseille, France
1999 –«La légende de la Vie», Centre d’Art le Faubourg, Strasbourg, France
1999 – «Galerie des bains-douches de la plaine», Arcade, Marseille, France
2001 – «Aubin Chevallay présente», Anciens Thermes, Evian, France 
2001 – «La fleur unique», Hôtel de Montanegue, Villeneuve-lez-Avignon, France
2004 – «Aldebaran», Castries, France 
2009 – «Vitrines.FRAC»,  Île de France, Le Plateau, Centre d’art contemporain, Paris
2009 – «Une Expédition», Fondation d’entreprise Pernod Ricard, une proposition de Stéphane Calais, Paris.
2009 – «Fabula Graphica», Les grandes galeries de l’aitre Saint Maclou, École des beaux arts de Rouen, une proposition de Stéphane Carrayrou, France
2009 – «Bu et Rebu», La Savonnerie, une proposition de Jacques Halbert, Bruxelles.
2009 – «Bande annonce 2», Galerie Aliceday, Bruxelles 
2010 - Semaine du dessin, Paris.
2010 – «Nine and half weeks», une proposition de Grégoire Motte, Galerie Elaine Levy Project, Bruxelles
2010 – «Drawing Now Art Fair», Galerie Aliceday, Le Louvre. Paris.
2011 – «Éditions, drawings, multiples...», Les Sablons.Temporary show, Galerie Aliceday, Bruxelles.
2012 - FIAC. Galerie Aliceday, Paris
2012 – «Art Brussels», Galerie Aliceday, Bruxelles
2013 – «Guest.4», De Trefilerie, Bruxelles
2014 – «Natura Lupsa», le Confort Moderne, une proposition de Laurent le Deunff, Poitiers, France 
2015 – «Ma patience a des limites», Galerie Dubois Friedland, Une proposition d’Herve Ic, Bruxelles
2017 – «Guest», De Trefilerie, Bruxelles 
2018 – «Mont Heng», Une proposition de Julien Daffe, Bruxelles.
2019 - Collaboration with Andy Farrow, Galerie Aliceday, Bruxelles.
2019 – «ABC Klubhuis», Anvers, Belgique 
2021 – «Landscape from memory», Alhuis Hofland fine Arts, Amsterdam, Hollande
2022 - Galerie Da-End, Paris, exposition Μέδουσα - Scyphozoa.

### Bourse
1992 - Bourse d’aide individuelle à la création, Région P.A.C.A, Fonds Régional d’Art Contemporain.

### Résidences
1992 - Worshop Germinations 7, Académie des Beaux Arts de Prague, Tchéquie.
1992 - Atelier porcelaine, invitée par l’Ecole nationale supérieure d’art de Limoges, France
1994 - Stage faïence chez Denys Fine, Moustiers Sainte Marie, France 
2020 - Centre Frans Masereel, Kasterlee, Belgique 

### Collections privées
Aurelie Salavert est représentée dans des collections privées en France, Belgique, Italie , États-Unis

## Sources et références
1. ↑  « Une exposition d'Aurélie Salavert à la galerie Alice Mogabgab » (consulté le 11 septembre 2021)
2. ↑  Sandra Caltagirone, Au delà du visible, revue L’Art Même, Chronique des arts plastiques de la Communauté française de Belgique, n°43, 2ème trim 2009, p.20.
3. ↑  « Aurélie Salavert » (consulté le 8 septembre 2021)
4. ↑  « Aurélie Salavert » (consulté le 8 septembre 2021)
5. ↑  CNAP, « Collection du Centre national des arts plastiques : SALAVERT Aurélie », sur www.cnap.fr (consulté le 19 mai 2022).
6. ↑  FRAC Île-de-France, « Aurélie SALAVERT », Biographie (expositions, publications, articles, collections publiques, portfolio, influences, presse) [PDF], sur flashcollection.fraciledefrance.com (consulté le 19 mai 2022).
7. ↑  Artothèque d'Angers, « Arthotèque 2011 : Les acquisitions », sur www.cnap.fr, 2011 (consulté le 19 mai 2022).
8. ↑  « Hôtel Burrhus » (consulté le 8 septembre 2021)
9. 1 2 3 4 5  « Aliceday » (consulté le 8 septembre 2021)
10. ↑  « Sonicville » (consulté le 8 septembre 2021)
11. ↑  « idem + arts » (consulté le 8 septembre 2021)
12. ↑  « 494 » (consulté le 8 septembre 2021)
13. ↑  « Galerie Alice Mogabgab » (consulté le 8 septembre 2021)
14. ↑  « Cartoon-Production - Aurélie Salavert stelt tentoon bij galerie Alice Mogabgab in Brussel » (consulté le 8 septembre 2021)
15. ↑  « Médiathèque Gustave Ansart et bibliothèque du Poirier » (consulté le 8 septembre 2021)
16. ↑  « Gauthier Leroy » (consulté le 8 septembre 2021)
17. ↑  Sandra de Vivies, « Le trait va bon train » (Article de presse), sur madame.lefigaro.fr, Madame Figaro, 22 mars 2010 (consulté le 19 mai 2022) : « Parmi les pépites du n° 3, le portrait en texte et en images d'Aurélie Salavert, qui "développe depuis plusieurs années une œuvre singulière faisant se côtoyer peintures et dessins sur un pied d'égalité" ».
18. ↑  Galerie Da-End, « Exposition Μέδουσα - Scyphozoa », sur www.parisetudiant.com, Le Parisien,‎ mai 2022 (consulté le 19 mai 2022).
19. ↑  « Aliceday », sur www.aliceday.be (consulté le 8 septembre 2021)
20. 1 2  « {BnF Data - Aurélie Salavert »
21. ↑  « L'ART MEME 43 » (consulté le 9 septembre 2021)
22. ↑  « Aurélie Salavert » (consulté le 8 septembre 2021)